# فن‌داب
فن‌داب (به انگلیسی: fandub) (با فن‌ساب اشتباه نشود) یک دوبله به‌وسیلهٔ هواداران یا بازدوبله‌ای از یک اجرای زنده یا محصول پویانمایی‌شده است. اکثر محصولات از زبان‌های مبدأ گوناگونی ترجمه شده‌اند اما فن‌داب‌هایی نیز موجودند که در زبان خود محصول فن‌داب‌شده اجرا شده‌اند. کسترهٔ نوع گفتگوها می‌توانند از یک ترجمهٔ وفادار تا یک نسخهٔ کاملاً تغییرپیداکرده نسبت به داستان اصلی به همراه شخصیت‌های قهرمانان را پوشش دهد. دلیل فن‌داب‌کردن می‌تواند این باشد که محصول مورد نظر به‌طور رسمی دوبله نشده یا این‌که دوبلهٔ اصلی کیفیت پایینی داشته باشد. فن‌داب‌ها عمدتاً روی پویانمایی ژاپنی انجام می‌شود اما می‌تواند شامل اجراهای زنده و مجموعه‌های کارتونی و فیلم‌هایی در زبان‌های مختلف باشد. نسخه‌هایی که در آن‌ها، شخصیت‌های کاراکترها و محتوا به طرز قابل توجهی تغییر پیدا کرده باشند، به طور نمونه به شیوهٔ طنز، به «مجموعه‌های خلاصه‌شده (مختصر)» و «فن‌داب» شهرت دارند.
از آن‌جا که فن‌داب‌ها عمدتاً از محتوای شامل حق تکثیر استفاده می‌کنند، با همان اتهام‌هایی که فن‌ساب‌ها مواجه هستند اما در مقیاسی متفاوت، دست‌وپنجه نرم می‌کنند. مواردی وجود داشته است که فن‌داب‌هایی مشهور مانند یو-گی-او! مختصر، دراگون بال زد مختصر و سیلر مون مختصر برای استفاده غیرقانونی از محصولات تولیدکنندهٔ ژاپنی خاطی شناخته شده‌اند. چنین محصولاتی معمولاً به کانالی نوتر، مجدداً بارگذاری می‌شوند و گاهی نیز مجدداً خاطی شناخته می‌شوند.